# Nemotelus ilensis
Nemotelus ilensis är en tvåvingeart som beskrevs av Pleske 1937. Nemotelus ilensis ingår i släktet Nemotelus och familjen vapenflugor. Inga underarter finns listade i Catalogue of Life.